# 1976 (樂團)
1976是一個台灣樂團。成立於1996年夏天，創作風格深受英倫80年代新浪潮與後龐克音樂影響。已發行過7張創作專輯、3張EP和1張不插電專輯。
團名取1976的原因是最初的團員都出生於1976年，有阿凱（主唱）、大麻（吉他）、蔡世中（貝斯）。經歷多次的團員變動，以及兵役、團員出國、休團等後，在2004年成員再度穩定下來，延續至今，現任團員為阿凱（主唱）、大麻（吉他）、大師兄（鼓手）、子喬（貝斯）。
第一張專輯《1976-1》由1976自己出資錄音和發行，僅發行了1000張。第二張《方向感》和第三張《愛的鼓勵》則由重要的台灣獨立廠牌水晶唱片發行，後者有當時貝斯手陳俊熾的大力投入製作，新加入的鍵盤手阿光也帶進不同的音色。之後由於團員服兵役和出國，2001年夏天暫時休團。
2003年7月復出。從2004年五四三音樂站發行不插電專輯《Late Summer of 1976》，2006年發行赴北京錄音製作的《耳機裡的新浪潮》，到與主流廠牌Sony合作、發行的《1976這個星球》、《不合時宜》，摩登少年（典出《耳機裡的新浪潮》收錄歌曲〈摩登少年〉）們的合作異發穩健成熟，儘管十多年過去，現場演出時的熱力也不因年歲增長而減少。

## 經歷
1996年夏天，樂團成立，當時的成員是：阿凱（主唱）、大麻（吉他）、蔡世中（貝斯）。當時以翻作New Order、The Smiths、Pearl Jam等的歌為主。
1997年，吉他手大麻跨刀閃靈，後來大麻在錄製完《髮扣帶》單曲，與首張專輯《祖靈之流》之後離開。
1998年，更換貝斯手為李仲恆。樂團開始在校園演出，第一次參與野台開唱，開始在90年代台灣搖滾聖地「VIBE」表演，開始錄製第一張早期創作專輯《1976-1》。
1999年，更換Bass手為阿熾（陳俊熾，阿凱與大麻的建中同學，1998年全國熱音大賽最佳bass手）。發行《1976-1》（總共成本10萬元、印製1,000張）。師大路的「地下社會」第一個演出樂團。參與合輯《赤聲搖滾99》。
2000年3月25日，發行第二張專輯《方向感》。擔任10月份「Vibe」勒令停業的閉幕樂團。更換鼓手為Hikky（陳必綺）、並加入合成樂器阿光（Rez），開始錄製新專輯。參與合輯：《快樂玩BAND 2#》、《快樂玩BAND 3#》、《玩團最屌2》、《赤聲搖滾2000》。
2001年7月，發行第三張專輯《愛的鼓勵》。同年更換鼓手為大師兄（林雨霖）。參與電影《藍色大門》演出海灘樂團。《愛的鼓勵》一曲收錄在《藍色大門》電影原聲帶。於@Live舉行暫別演唱會。大麻、阿熾相繼入伍。
2001至2003年，樂團暫停活動。2003年7月19日的野台開唱，1976復出，因鼓手大師兄仍在日本唸書，除了8月30日在金石堂「我的書坊」演出，其餘演出場次多由666鼓手阿強代打。2004年春天，大師兄回國，1976便以阿凱（主唱）、大麻（吉他）、大師兄（鼓手）、子喬（貝斯）的組合繼續創作和演出。
2004年，不插電專輯《Late Summer of 1976 不插電現場實況》發行，收錄2003年八月演出實況。7、8月巡迴演出，北部中部南部共六場。
2005年，1976官方網站「壹球搖滾1976樂團」開張，由吉他手大麻架設。年底赴中國北京錄製專輯《耳機裡的新浪潮》。
2006年，2月下旬在日本巡迴演出。3月完成新專輯。7月發行第四張錄音室專輯《耳機裡的新浪潮》。12月參與第一屆簡單生活節，在綠意舞台演出。
2007年，10月9日屋頂音樂節（原為10月5日，因颱風延期），首次1000名觀眾的售票演唱會。同天限量發行《撒野俱樂部》EP，贈送購票入場樂迷。
2008年6月與河岸無限音樂社簽約。10月發行第五張錄音室專輯《1976 這個星球》（Asteroid 1976）。12月參加第二屆簡單生活節於天空舞台和邱澤演出。
2009年2月8日在新加坡華藝節（Chinese Festival of Arts 2009）演出。3月與 929 Tizzy Bac 橙草一同參與果實搖滾音樂節演出。4月3日在 Oasis「Live Forever」台北演唱會擔任暖場團。8月1日於桃園縣立體育場，與回聲樂團、濁水溪公社、白目(樂團)、夾子電動大樂隊等樂團參加「Music Terminals 2009 音樂航空站」音樂祭演出。11月發行第六張錄音室專輯《不合時宜》(Manic Pixie Dream Girl)。
2010年，參與「艋舺」電影原聲帶，收錄《街頭之星》。原定於3月5日6日舉行之兩場上海首演，主辦於2日接獲上海市文化市場管理部門通知，台灣1976樂隊有不符合中國大陸地區文化管理文件之相關條例，被勒令取消。以《不合時宜》得到第21屆金曲獎流行類 最佳樂團獎。12月5日參加第三屆簡單生活節simple life，在微風舞台和黃小楨演出。
2011年，1月參與法國坎城「2011 MIDEM」，在巴黎Nouveau Casino和坎城Majestic Hotel | Salon Croisette，各有一場演出（與張懸和Suming）。9月17日在香港呼叫音樂節 Taiwan Calling 2011演出。9月24日於誠品屋頂音樂節和Hush！樂團、馬克白樂團演出，特別嘉賓為Tizzy Bac主唱惠婷和濁水溪公社主唱柯仁堅（小柯）。再次贈送當日限量單曲EP《SelfFish》給聽眾。
2012年8月在日本 Summer Sonic 演出。2013年8月30在松山菸廠犀利口舍(小)趴演出，並同步推出2013最新單曲EP《One Night Seventy-Six》。2015年11月20日在河岸留言《河岸聲現》演出。

## 現任團員
阿凱（陳瑞凱）
包辦詞曲創作的主唱，一個熱愛後龐克與新浪潮的文藝青年。2006年第一屆簡單生活節（Urban Simple Life）策展人之一。曾經參與的樂團有：黃禍、Fuzz、Stardust、Addiction
大麻（張崇偉）
吉他技法為人稱道的吉他手，與阿凱一樣是樂團成軍最初的團員。受五月天阿信之邀為電影盛夏光年錄製主題曲。曾經參與的樂團有：閃靈樂團、Duda Deportiva
2010年以1976吉他手身份得第一屆金音創作獎最佳樂手獎
子喬（林子喬）
編寫旋律受人稱許的貝斯手，是最晚加入也是最年輕的團員。曾經參與的樂團有：Big Day
大師兄（林雨霖）
坐鎮著1976的穩定鼓手，於《愛的鼓勵》發行宣傳期間加入。曾經參與的樂團有：強辯、Quizmaster、fish的床上暴動

## 音樂作品

### 錄音室專輯
| 發行日期       | 專輯名稱       | 唱片公司           | 備註 |
| -------------- | -------------- | ------------------ | --- |
| 1999年6月7日   | 1976-1         | 1976音樂工作室     | |
| 2000年3月25日  | 方向感         | 水晶有聲出版社     | 中時娛樂周報年度10大華語專輯、自由時報天生玩家年度十大專輯、音樂人交流協會本月推薦專輯以及單曲《方向感》          |
| 2001年7月6日   | 愛的鼓勵       | 水晶唱片           | 中時娛樂周報年度10大華語專輯、音樂人交流協會本月推薦單曲《循環》                                                  |
| 2006年7月      | 耳機裡的新浪潮 | 台北之音廣播       | 音樂人交流協會2006年8月推薦專輯以及單曲《摩登少年》                                                               |
| 2008年10月17日 | 1976這個星球   | 新力博德曼音樂娛樂 | 音樂人交流協會2008年12月推薦專輯以及單曲《壯遊前夕》                                                              |
| 2009年11月6日  | 不合時宜       | 新力博德曼音樂娛樂 | 音樂人交流協會2009年12月推薦專輯以及單曲《世界盡頭》、《夜晚還年輕》、《不合時宜》、第21屆金曲獎流行類 最佳樂團獎 |
| 2014年12月31日 | 前王子         | 相知音樂           | |

### EP
撒野俱樂部
發行時間：2007年10月 
 發行公司：1976
Self Fish
發行時間：2011年9月 
 發行公司：1976
One Night Seventy-Six
發行時間：2013年8月 
 發行公司：1976

### 不插電現場實況專輯
Late Summer of 1976
發行時間：2004年7月 
 發行公司：五四三音樂站 music543.com／荒島網路科技股份有限公司

### 參與過的合輯
赤聲搖滾
發行時間：1999年 
 收錄："不加糖"、"咖啡店"
快樂玩BAND 2#
發行時間：2000年 實幹文化出版／水晶唱片發行 收錄："方向感"、"PARTY"
快樂玩BAND 3#
發行時間：2000年 實幹文化出版／水晶唱片發行 收錄："1976 2000年校園巡迴演唱"
玩團最屌 2
發行時間：2000年 Apa音樂出版／魔岩唱片發行  收錄："CM"、"態度"、"1976 Spring Scream Live"
赤聲搖滾
發行時間：2000年 Dr. Martens出版  收錄："繼續"、"F"
崩代記事 壹
發行時間：2001年 水晶唱片發行 收錄："陽光男孩躁鬱症"
Dr. Martens 赤聲搖滾2002
發行時間：2002年  收錄："影子"、"循環(Live)"
十六
發行時間：2002年 水晶唱片解散盤 SONY發行 收錄："愛的鼓勵"、"愛的鼓勵MV"
IS#1
發行時間：2004年 五四三音樂站發行  收錄："STAR"
Fnac Indetendency 獨立潮流1
發行時間：2004年 Fnac法雅客發行 收錄："80年代"
愛盲公益合輯
發行時間：2005年 財團法人愛盲文教基金會發行 收錄："完美的演員"
卡夫卡不插電 Original Soundtrack - Kafka Urban Folk vol.01
發行時間：2007年 re:public發行 收錄："嫉妒還是喜歡"、"完美的演員"
2007小草地2年級同學會
發行時間：2007年 默契音樂發行 收錄："Star"
All is for Love EP
發行時間：2009年 re:public／喜馬拉雅音樂事業股份有限公司發行 收錄："All is for Love"
艋舺電影原聲帶
發行時間：2010年 美妙音樂／SonyMusic發行 收錄："街頭之星"
歡迎來到地下社會現場合輯
發行時間：2010年 Rebel Sound Studio發行 收錄："台北遊記"

## 得獎紀錄
- 金曲獎

2010年 第21屆金曲獎 流行類 最佳樂團獎
- 金音獎

2010年 第一屆金音創作獎 最佳樂手  張崇偉／1976／電吉他

## 資料來源
- Hitoradio歌手資料庫
- 卡夫卡不插電 現場紀錄專輯（页面存档备份，存于）
- 撒野俱樂部 - 樂多日誌
- 第21屆金曲獎 流行音樂類 入圍得獎名單（页面存档备份，存于）
- 第一屆金音創作獎得獎名單

## 外部連結
- 官方网站
- 1976的Facebook專頁
- YouTube上的1976頻道